# Älvsallat
Älvsallat (Mulgedium sibiricum) är en växtart i familjen korgblommiga växter. 